# Norddjurs kommun
Norddjurs kommun är en kommun på den norra delen av halvön Djursland, en del av Jylland i västra Danmark. Kommunen ligger i Region Mittjylland, norr om Syddjurs kommun och öster om Randers kommun. Dess centralort är staden Grenå som genom Grenå hamn har färjeförbindelser med bland annat Halmstad i Sverige. Den har en yta på 723,47 km2 och 2025 hade den 36 658 invånare.

## Administrativ historik
Kommunen bildades vid strukturreformen 2007 då Grenå kommun, Nørre Djurs kommun, Rougsø kommun samt östra delen av Sønderhalds kommun slogs samman. Att Grenå och Nørre Djurs kommun skulle ingå i en gemensam kommun var klart tämligen tidigt i reformprocessen. Sammansättningen på Syddjurs kommun blev färdig tidigare än för Norddjurs kommun. Då blev det klart att Midtdjurs kommun, som tidigare haft ett nära samarbete med de bägge kommunerna, valt att ingå i den kommunen.
Även mellan Sønderhald och Rougsø fanns det tidigt planer på att bilda en gemensam kommun. En kommun med bara de bägge ingående kommunerna skulle dock bli i minsta laget, varför det snart övergavs till förmån för andra större kommuner. I Sønderhalds kommun genomfördes en folkomröstning då det fanns förespråkare dels för att ingå i Norddjurs kommun, dels att ingå i Randers kommun. Resultatet blev att kommunen delades så att de östra delarna kom att ingå i Norddjurs kommun.

### Vapen för tidigare kommuner inom den nuvarande kommunen

Grenå kommun (1938–2006)
Nørre Djurs kommun (1973–2006)
Rougsø kommun (1980–2006)
Sønderhalds kommun (1977–2006)

## Geologi, geografi och natur
Kommunen ligger i huvudsak på östra Jylland. Utöver det ingår ön Anholt, som ligger mitt i Kattegatt. Landskapet präglas av erosionsdalar från senaste istiden. Större delen av kommunen är åkermark, men där finns även 22 % skog samt hedar. I kommunen låg tidigare sjön Kolindsund som torrlades 1872‑1880. Totalt är 7 % av kommunens yta på något sätt fredad. Bland de skyddade områdena finns bland annat Ørkenen och sälreservatet Totten på Anholt och Dystrup-Ramten søerne och Fornæs på fastlandet. De största vattendragen i kommunen är Alling å och Grenåen. Totalt finns det drygt 300 km öppna vattendrag (och 18 km som är kulverterade). Nimtofte å, Ørum å och Skærvad å innehåller bra lekområden för öring och har överlag höga naturvärden. Vid kommunens (och Jyllands) östligaste punkt, Fornæs, passar årligen många alkor och sillgrisslor.
Medeltemperaturen i kommunen är ungefär samma för hela Danmark. Kommunens läge på Jyllands östkust gör att nederbörden är lägre (676 mm mot 796 mm)  medan antal soltimmar är högre (1770 mot 1722) än genomsnittet för landet. Klimatet på Anholt påverkas av dess läge mitt i Kattegatt.
Den största tätorten i kommunen är centralorten Grenå som 2024 hade 14 096 invånare. Andra tätorter med mer än 1 000 invånare var Auning med 3 281 invånare, Allingåbro med 1 848 invånare och Ørsted med 1 357 invånare. Totalt fanns det i kommunen 21 tätorter (danska: byområder) 2025. Övriga tätorter var:

- Balle (del av)
- Bønnerup strand
- Fjellerup
- Gjerrild
- Gjesing
- Glesborg
- Holbæk
- Lyngby
- Nørager
- Ramten
- Stenvad
- Trustrup
- Vivild
- Voldby
- Ålsrode
- Ørum
- Øster Alling

Orten Fjellerup Strand har tidigare räknats som en tätort men uppfyller inte längre kriterierna.

## Historia
Det finns lämningar (køkkenmødding) från stenåldern i bland annat Nederst, Fannerup och Mejlgård. Dessa visar spår från Maglemosekulturen, Ertebøllekulturen och trattbägarkulturen. Under bronsåldern finns det främst lämningar från området vid Kolindsund, medan de är mer utspridda under järnåldern. Från bronslåldern finns flera gravhögar, bl.a. Diverhøj. Från tiden strax efter kristi födelse är Huldremosekvinden bevarad. Det finns runstenar vid Kolind och Rimsø kyrkor

## Ekonomi
Medelinkomsten var 2016 drygt 10 % lägre än det danska genomsnittet. De största industrierna är metallindustri, trä- och pappersindustri samt livsmedelsindustrin. Industrin är koncentrerad till Grenå, men det finns industri även i Nørager Från kommunen sker en nettopendling till Århus och Randers kommuner. Det finns även betydande pendlingsströmmar till/från Syddjurs kommun.

### Medier
I kommunen finns veckotidningarna Djurslands-Posten (drygt 40 000 exemplar), Folkebladet Djursland och Grenaa Bladet (med något under respektive över 20 000 exemplar). Dessa ägs av Politikens Lokalaviser. Dessutom har Århus Stiftstidende stor spridning. Vad gäller radio så har DR P4 stor spridning, men det har även funnits Radio Djursland funnits sedan 1987.

### Energi
I kommunen ligger Anholt havmøllepark, en av Danmarks största vindkraftsparker, i havet mellan fastlandet och Anholt. Därutöver finns planer på att bygga två större vindkraftparker till havs: Hesselø vindmøllepark och Kattegat 2.

### Turism
I Grenå ligger akvariet Kattegatcentret medan landsbruksmuseet Det Grønne Museum ligger på landsbygden. I kommunen finns relativt många sommarstugor.

### Transport
Grenåbanen går genom kommunen och förbinder Grenå med Århus. Genom kommunen går även vägförbindelserna primærrute 15 och 16 som förbinder Grenå med andra orter i norra Jylland. Grenå hamn tillhör Danmarks största hamnar.

## Politik
Viktiga politiska frågor har varit skolfrågor och planer på vindkraftsparker. Sedan 2019 har kommunen ett samarbete med Halmstads kommun under namnet Kattegattalliansen.

### Borgmästare

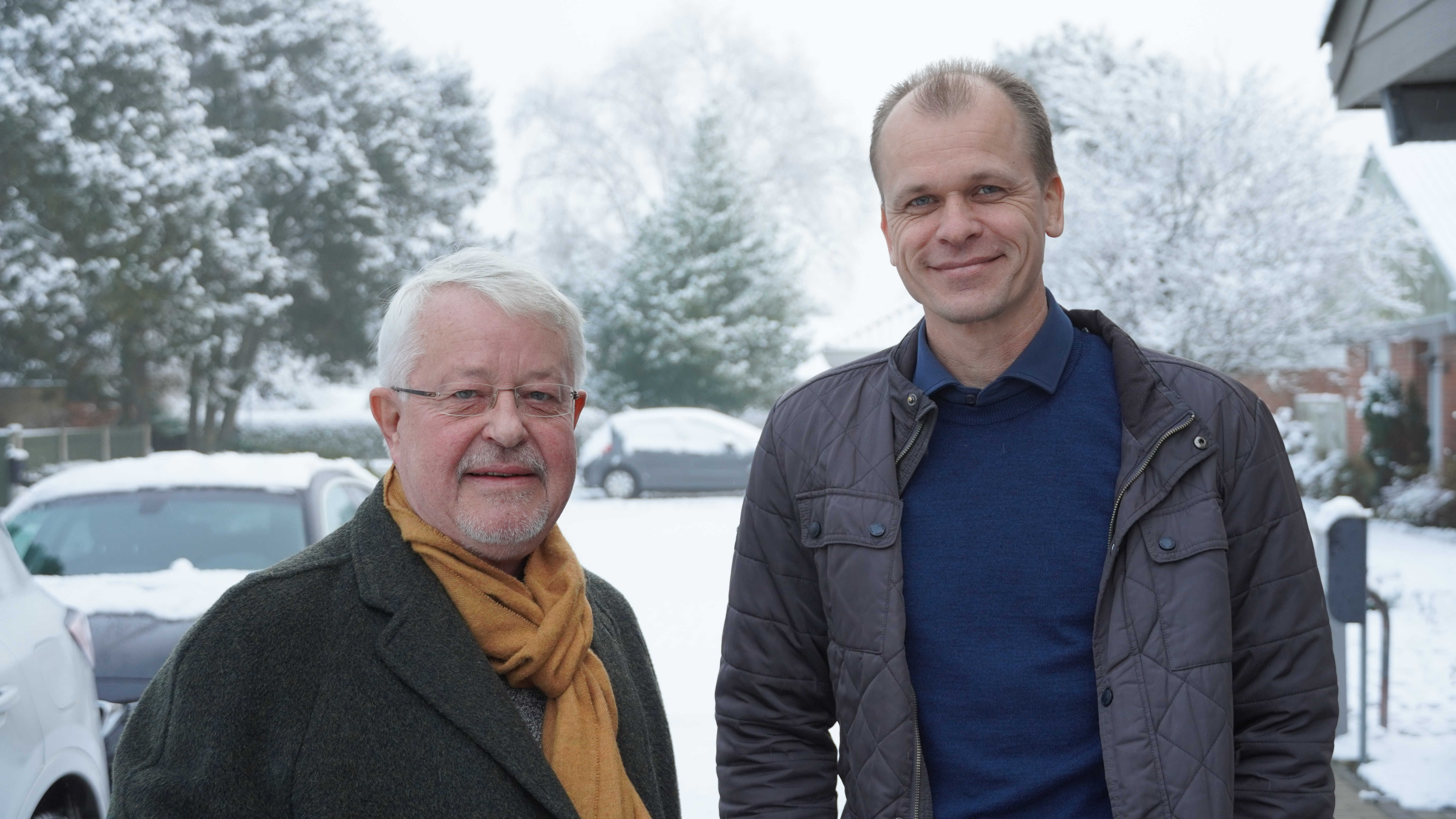
Jan Petersen (S, borgmästare 2010-2021) och Kasper Bjerregaard (V, borgmästare 2022-).

| # | Period    | Namn               | Parti                  |
| - | --------- | ------------------ | ---------------------- |
| 1 | 2007-2009 | Torben Jensen      | Borgerlisten Norddjurs |
| 2 | 2010-2021 | Jan Petersen       | Socialdemokratiet      |
| 3 | 2022 - nu | Kasper Bjerregaard | Venstre                |